# Orchestina auburndalensis
Espèce
Orchestina auburndalensis est une espèce d'araignées aranéomorphes de la famille des Oonopidae.

## Distribution
Cette espèce est endémique de Floride aux États-Unis,. Elle se rencontre vers Auburndale.

## Description
La femelle holotype mesure 1,38 mm.

## Étymologie
Son nom d'espèce, composé de auburndal[e] et du suffixe latin -ensis, « qui vit dans, qui habite », lui a été donné en référence au lieu de sa découverte, Auburndale.

## Publication originale
- Izquierdo & Ramírez, 2017 : Taxonomic revision of the jumping goblin spiders of the genus Orchestina Simon, 1882, in the Americas (Araneae: Oonopidae). Bulletin of the American Museum of Natural History, no 410, p. 1-362 (texte intégral).